# John St. Aubyn (1758-1839)
Pour les articles homonymes, voir John St. Aubyn.
John St Aubyn (17 mai 1758 - 10 août 1839), 5e baronnet (en), est un homme politique britannique.

## Biographie
Haut-shérif de Cornwall depuis 1780, il est membre de la Chambre des communes de 1784 à 1790, puis de 1807 à 1812.
Collectionneur de fossiles, il est élu membre de la Royal Society en 1797.

## Sources
- (en) Cet article est partiellement ou en totalité issu de l’article de Wikipédia en anglais intitulé « Sir John St Aubyn, 5th Baronet » (voir la liste des auteurs).